# ウエスタン礁
ウエスタン礁（ウエスタンしょう、英語: Western Reef、ベトナム語：Đá Đền Cây Cỏ / 𥒥殿核𦹯、中国語: 福禄寺礁）は、スプラトリー諸島（南沙諸島）の西部に位置する環礁である。ガベン礁から66,7km離れている。
ベトナム、中華人民共和国、中華民国（台湾）が主権を主張している。